# تروي كورسر
تروي كورسر (بالإنجليزية: Troy Corser)‏ هو متسابق دراجات نارية أسترالي سابق. نافس في سباقات بطولة العالم لفئة 500 سي سي. كما شارك في بطولة العالم للسوبربايك.

## وصلات خارجية
- تروي كورسر على موقع MotoGP.com (الإنجليزية)
- تروي كورسر على موقع WorldSBK.com (الإنجليزية)

- الموقع الإلكتروني